# Xenoctenidae
Famille
Les Xenoctenidae sont une famille d'araignées aranéomorphes.

## Distribution
Les espèces de cette famille se rencontrent en Amérique.

## Paléontologie
Cette famille n'est pas connue à l'état fossile.

## Liste des genres
Selon World Spider Catalog (version 24.5, 08/11/2023) :
- Incasoctenus Mello-Leitão, 1942
- Odo Keyserling, 1887
- Paravulsor Mello-Leitão, 1922
- Xenoctenus Mello-Leitão, 1938

## Systématique et taxinomie
Cette famille a été décrite par Ramírez et Silva-Dávila en 2017.
Cette famille rassemble 32 espèces dans quatre genres.

## Publication originale
- Wheeler, Coddington, Crowley, Dimitrov, Goloboff, Griswold, Hormiga, Prendini, Ramírez, Sierwald, Almeida-Silva, Álvarez-Padilla, Arnedo, Benavides, Benjamin, Bond, Grismado, Hasan, Hedin, Izquierdo, Labarque, Ledford, Lopardo, Maddison, Miller, Piacentini, Platnick, Polotow, Silva-Dávila, Scharff, Szűts, Ubick, Vink, Wood & Zhang, 2017 : « The spider tree of life: phylogeny of Araneae based on target-gene analyses from an extensive taxon sampling. » Cladistics, vol. 33, no 6, p. 576-616.